# Franco Simone
Franco Simone  (* 15. Februar 1913 in Poirino; † 13. November 1976 in Turin) war ein italienischer Romanist, Französist und Renaissancespezialist.

## Leben und Werk
Simone war ab 1951 Professor für Französisch in Messina, dann in Genua, schließlich von 1956 bis zu seinem Tod an der Universität Turin. Mit Louis Terreaux gründete er das Centre d'études franco-italien/Centra di Studi Franco-Italiano der Universitäten Turin und Savoyen, das einen französisch-italienischen Hochschulabschluss ermöglicht. Simone war Gründungsherausgeber der Zeitschrift Studi Francesi (1957).

## Werke
- (Hrsg.) Pierre de Ronsard, Les amours, Mailand, Istituto editoriale italiano, 1947.
- La coscienza della rinascita negli umanisti francesi, Rom, Storia e letteratura, 1949; New York, E Book, 2005.
- Il Rinascimento francese. Studi e ricerche, Turin, SEI, 1961, 1965.
  - (Teilübersetzung) The French Renaissance. Medieval tradition and Italian influence in shaping the Renaissance in France, London, Macmillan, 1969.
- (Hrsg. mit Glauco Natoli und Arnaldo Pizzorusso) Studi in onore di Carlo Pellegrini, Turin, SEI, 1963.
- (Hrsg. mit Lionello Sozzi) Arts et métiers de France, Messina/Florenz, D'Anna, 1964.
- Il pensiero francese del Rinascimento, Mailand, Marzorati, 1964.
- (Hrsg.) Honoré de Balzac, Les paysans, Turin, Fogola, 1965.
- (Hrsg.) Gustave Flaubert, La tentation de Saint Antoine (Rom), Turin, Fogola, 1966.
- (Hrsg.) Miscellanea di studi e ricerche sul Quattrocento francese, Turin, Giappichelli, 1967.
- Umanesimo, Rinascimento, Barocco in Francia, Mailand, Mursia, 1968.
- (Hrsg.) Dizionario critico della letteratura francese, 2 Bde., Turin, Utet, 1972.
- (Hrsg.) Culture et politique en France à l'époque de l'Humanisme et de la Renaissance, Turin, Accademia delle Scienze, 1974.
- Anni di giornalismo, Genf, Slatkine, 1987.